# André Darrieussecq
Pour les articles homonymes, voir Darrieussecq.
Pas d'image ? Cliquez ici

a Compétitions nationales et continentales officielles uniquement.

b Matchs officiels uniquement.
André Darrieussecq, né le 4 juin 1947 à Saint-Jean-de-Luz et mort le 1er août 2020 à Bayonne, est un joueur français de rugby à XV évoluant au poste de pilier.

## Biographie
Il joue notamment pour le club de Saint-Jean-de-Luz olympique rugby. De 1968 à 1977, il joue au Biarritz olympique.
Il compte également une sélection dans l'équipe de France lors du Tournoi des Cinq Nations 1973.
Il meurt le 1er août 2020.

## Carrière

### En club
- Saint-Jean-de-Luz OR
- Biarritz olympique Pays basque en 1968-1977

### En équipe nationale
Il a disputé un test match le 24 février 1973, contre l'équipe d'Angleterre.

## Palmarès
- Sélection en équipe nationale : 1 en 1973
- Tournoi des Cinq Nations disputé : 1973 (covainqueur)